# Bezirk Westlich Raron
Westlich Raron (französisch Rarogne occidental) ist ein Halb-Bezirk im Kanton Wallis in der Schweiz. Hauptort ist Raron.

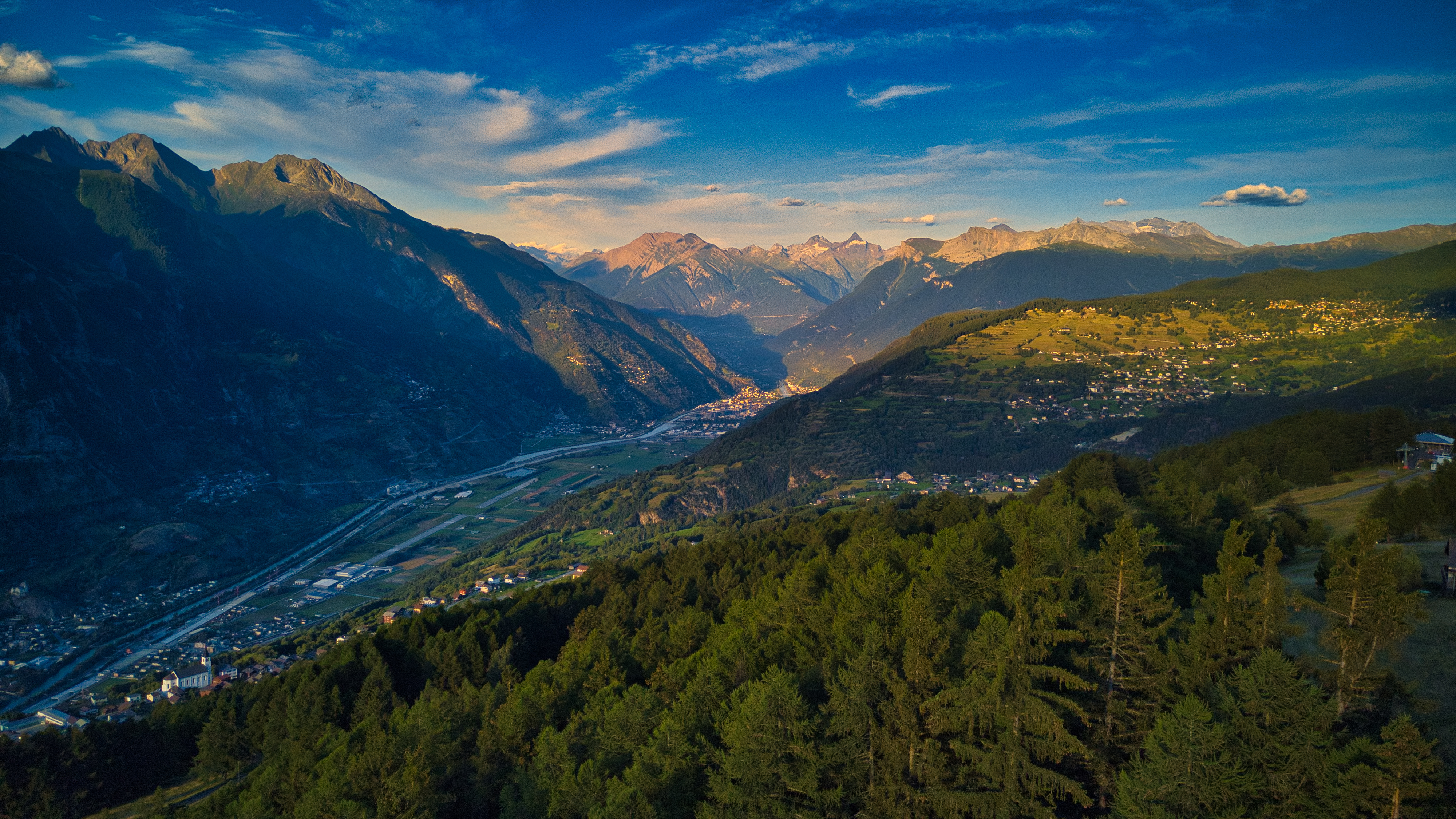
Bezirk Westlich Raron. In der Bildmitte Visp, rechts im Bild ist Bürchen zu sehen.

Die beiden Halbbezirke Östlich Raron und Westlich Raron tragen dieselbe, vom Bundesamt für Statistik (BFS) vergebene Bezirksnummer.
Raron war bis 1798 ein Zenden der Landschaft Wallis, wurde 1798 aufgelöst und auf die helvetischen Distrikte Goms, Brig, Visp und Leuk verteilt. 1802–10 war Raron ein Zenden der Republik Wallis, 1810–14 aufgeteilt in die zwei Kantone Raron und Mörel des französischen Departements Simplon. Von 1815 bis 1848 war Raron wieder ein Zenden.
Von 1848 bis 1987 war Raron ein Bezirk des Kantons Wallis, seit 1987 ist Raron geteilt in die zwei unabhängigen Halbbezirke Westlich und Östlich Raron. Diese Bezeichnung erscheint erstmals in der kantonalen Verfassung von 1844. Beide Halbbezirke sind selbstständige Wahlkreise mit Bezirksrat, Präfekt und Stellvertreter.

## Die Gemeinden des Bezirkes
Stand: Oktober 2016
| Wappen        | Name der Gemeinde | Einwohner (31. Dezember 2023) | Fläche in km² | Einw. pro km² | BFS-Nr |
| ------------- | ----------------- | ----------------------------- | ------------- | ------------- | ------ |
| Ausserberg    | Ausserberg        | 637                           | 15,13         | 42            | 6191   |
| Blatten       | Blatten           | 303                           | 90,51         | 3             | 6192   |
| Bürchen       | Bürchen           | 766                           | 13,47         | 57            | 6193   |
| Eischoll      | Eischoll          | 453                           | 14,15         | 32            | 6194   |
| Ferden        | Ferden            | 253                           | 27,92         | 9             | 6195   |
| Kippel        | Kippel            | 331                           | 11,68         | 28            | 6197   |
| Niedergesteln | Niedergesteln     | 750                           | 17,62         | 43            | 6198   |
| Raron         | Raron             | 2002                          | 30,38         | 66            | 6199   |
| Steg-Hohtenn  | Steg-Hohtenn      | 1691                          | 14,03         | 121           | 6204   |
| Unterbäch     | Unterbäch         | 483                           | 22,04         | 22            | 6201   |
| Wiler         | Wiler (Lötschen)  | 539                           | 14,86         | 36            | 6202   |
| Total (11)    | Total (11)        | 8208                          | 271,78        | 30            | 2309 1 |

## Anzahl Abgeordnete im Grossen Rat
- 3: 1847–1881
- 4: 1881–2021

## Veränderungen im Gemeindebestand

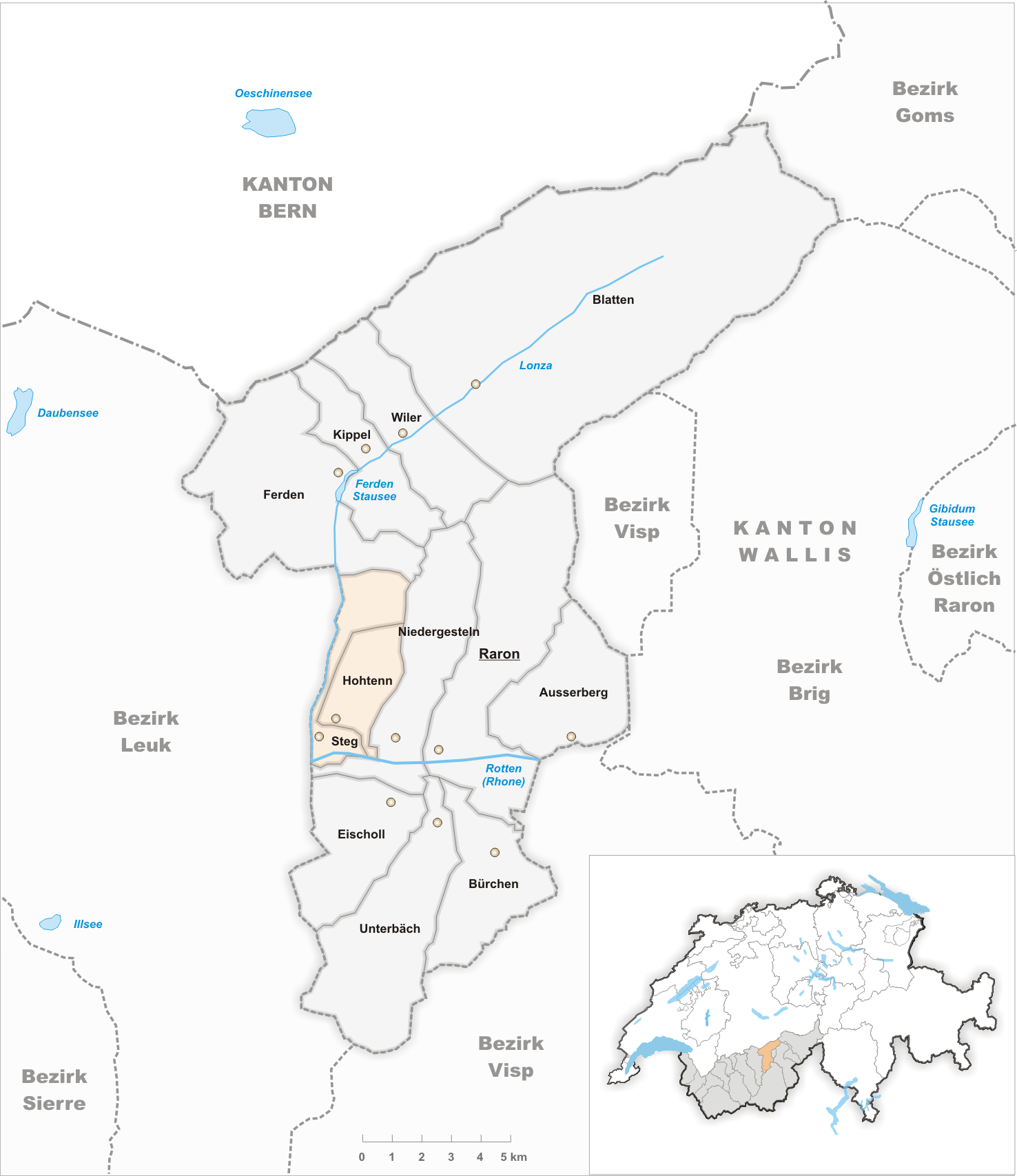
Gemeinden bis 2008

### Fusionen
- 2009: Hohtenn und Steg → Steg-Hohtenn